# Hanni & Nanni
Hanni & Nanni ist eine 2010 unter der Regie von Christine Hartmann entstandene deutsche Jugendfilm-Komödie. Der Film basiert auf Enid Blytons gleichnamiger Kinderbuchreihe.

## Handlung
Die eineiigen Zwillinge Hanni und Nanni Sullivan stellen mit ihren Streichen schon immer eine Herausforderung für ihre Eltern dar. Um ihrer eingebildeten Mitschülerin Oktavia zu beweisen, wer mit Hockeyschläger und Ball schneller unterwegs und die bessere Spielerin ist, veranstaltet Hanni ausgerechnet in einem Luxuskaufhaus eine wilde Verfolgungsjagd. Tatsächlich bricht Hanni auch Oktavias bisherige Bestzeit. Diese rächt sich allerdings postwendend, indem sie heimlich ein T-Shirt in Hannis Tasche verschwinden lässt, was dazu führt, dass die Zwillinge nun zu Unrecht des Kaufhausdiebstahls bezichtigt werden, was zur Folge hat, dass die Mädchen von ihrer geliebten Schule verwiesen werden.
Die Eltern bringen Hanni und Nanni im idyllisch gelegenen Internat „Lindenhof“ unter. Die Mädchen reagieren unterschiedlich auf die neue Situation, die ruhigere Nanni knüpft bald erste Freundschaften, die quirligere Hanni tut sich schwerer mit der Eingewöhnung. Die beiden Schwestern erleben einiges im Internat: Kissenschlachten, Matratzenrennen, Pferdebefreiung und erste Erfolge für das ansonsten ständig unterlegene Lindenhof-Hockeyteam.
Georg Sullivan, dem Vater der Zwillinge, gelingt es inzwischen, anhand einer Videoüberwachung, die im Kaufhaus installiert war, die Unschuld seiner Töchter zu beweisen, woraufhin die ehemalige Schule der Zwillinge diese wieder aufnehmen will. Während diese Wendung der Dinge bei Hanni Begeisterung hervorruft, will Nanni lieber im Internat Lindenhof bleiben.
Als ein Hockeyspiel gegen ihre alte Mannschaft, die JoCats, ansteht, fällt Hanni eine Entscheidung schwer, doch siegt letztlich die Verbundenheit mit ihrem ehemaligen Team und sie entscheidet sich für die JoCats zu spielen. Als Hanni jedoch erfahren muss, dass ihre vermeintliche Freundin Oktavia ihr einen Diebstahl in die Schuhe schieben wollte, entscheidet sie sich um und will nun doch im Team von Lindenhof spielen. Nanni, die für ihre Schwester im Hockeyteam von Lindenhof eingesprungen ist, obwohl sie für Hockey nicht talentiert ist, ist froh, als Hanni in der Halbzeitpause auftaucht, um ihren Platz einzunehmen. Nun kann sie doch noch zur Musiklehrerin Mademoiselle Bertoux, um ihr auf dem Cello vorzuspielen mit dem Ziel, ins Schulorchester von Lindenhof aufgenommen zu werden. Im Hockeyspiel kann sich Lindenhof dank des entscheidenden durch Hanni erzielten Punktes gegen die JoCats durchsetzen und den Sieg einfahren.
Auch die finanziellen Schwierigkeiten, in denen Lindenhof steckt, können dank des Einsatzes von Hanni und Nanni und mit der Hilfe ihrer Mutter Jule gemeistert werden, wozu auch eine Spendenaktion durch ehemalige Schüler des Internats beiträgt, sodass die weitere Existenz des Instituts gesichert ist.

## Hintergrund
Der Film wurde in den Sommerferien 2009 in Berlin, Nürnberg und Königstein im Taunus gedreht. Das Internat Lindenhof ist in Wirklichkeit das Faberschloss in Stein bei Nürnberg. Königstein bildete die Kulisse für die Altstadt, wobei die Villa Andreae im Hintergrund durch das Internat ersetzt wurde. Die Uraufführung fand am 30. Mai 2010 in München statt. Kinostart in Deutschland war am 17. Juni 2010, der Film zählte über 860.000 Kinobesucher und erzielte ein Einspielergebnis von rund 4,6 Millionen Euro.

## Kritiken
„Meist … setzt die Inszenierung reuelos auf Grobmotorik und klamaukigen Slapstick, was der Zielgruppe vielleicht sogar zupasskommt. […] Die Mannheimer Zwillinge Sophia und Jana Münster in den Hauptrollen sind zwar ansprechende Identifikationsfiguren, dürften mit ihrer Kunstsprache aus überkandideltem Schriftdeutsch und Jugendslang allerdings kleine Zuschauerinnen befremden. Zu befürchten ist überdies, dass auch Kindern manch krasse Unlogik auffällt. Wieso etwa wird der vermeintliche Diebstahl nicht früher aufgedeckt, und wie lernt Nanni so heimlich und schnell Cello?“

„Der Film Hanni & Nanni setzt also vor allem auf Lautstärke, Aussehen und Ausstattung. […] Die Schuluniform etwa – weiße Bluse, weiße Kniestrümpfe, Faltenminirock – scheint aus einem Mädchen-Manga nachgeschneidert, und die zarten weißen Schlafanzüge könnten glatt vom Mädchenkörper-Erotisierer David Hamilton fotografiert worden sein. […] So viel willenlose Ideenlosigkeit war selbst im deutschen Kinder- und Jugendfilm lange nicht zu sehen.“

„Jenseits der Anpassungen an Lifestyle-Moden und technischen Fortschritt weicht der Film aber kaum von der Buchvorlage ab. […] Hinter der Fassade ist Hanni und Nanni also ein konservativer Film – und genau darum wird er seiner Vorlage gerecht. Denn wenn man eines aus der Lektüre von Blytons Büchern lernen kann, dann den Unterschied zwischen Oberfläche und Kern: dass die Dinge in Wirklichkeit oft anders sind als sie erscheinen.“

„Dass viele Figuren […] stark überzeichnet sind, passt aber zur rasanten Inszenierung, bei der zwar einige Episoden ausbaufähig wären, zugleich aber auch nie Langeweile aufkommt. Flott und unpeinlich wird Hanni & Nanni hauptsächlich ein weibliches Publikum ansprechen.“

## Auszeichnungen
Die Deutsche Film- und Medienbewertung vergab an den Film das Prädikat besonders wertvoll. Jana und Sophia Münster erhielten einen Bambi 2010 in der Kategorie Talent.

## Fortsetzungen
Mit Hanni & Nanni 2 erschien im Frühjahr 2012 der Folgefilm.
Am 12. Juli 2012 begannen die Dreharbeiten für Hanni & Nanni 3. Der Film kam am 9. Mai 2013 in die deutschen, schweizerischen und österreichischen Kinos.